# Edmund Woga
Edmund Woga (ur. 17 listopada 1950 w Hewokloang) – indonezyjski duchowny katolicki, biskup diecezjalny Weetebula od 2009.

## Życiorys
Święcenia kapłańskie otrzymał 29 listopada 1977.
4 kwietnia 2009 papież Benedykt XVI mianował go biskupem diecezjalnym Weetebula. 16 lipca 2009 z rąk biskupa Gerulfusa Pareiry przyjął sakrę biskupią.